# Кеосаян Лаура Давидівна
Лаура Давидівна Кеосаян (нар.. 8 лютого 1982, Москва, РРФСР, СРСР) — російська акторка театру і кіно. Належить до відомої кінематографічної династії Кеосаянів.
Фігурантка бази даних центру «Миротворець» (порушення державного кордону України, участь у кінозйомках в анексованому РФ Криму).

## Життєпис
Лаура Кеосаян народилася 8 лютого 1982 року в Москві, в сім'ї кінематографістів.
У дитинстві 5 років прожила в Індії, де працював її батько Давид Едмондович Кеосаян. Він представляв там «Совекспортфільм».
Акторська кар'єра Лаури почалася в 6 років, коли її дід, радянський режисер і сценарист Едмонд Кеосаян, зняв її в епізодичній ролі у художній драмі «Вознесіння» (1988).
У 1997, у 15 років, Лаура виконала складну драматичну роль єврейської дівчинки, яка пройшла через геноцид євреїв у Польщі, у відеокліпі на пісню «Скрипка-лиса» (первісна назва пісні — «Скрип колеса»; музика — Ігор Саруханов, автор слів — Олександр Новиков), російського співака і композитора Ігоря Саруханова. Кліп зняв дядько Лаури — кінорежисер і кліпмейкер Тигран Кеосаян, який по закінченні зйомок сказав племінниці: «Коли-небудь ти зможеш стати чудовою артисткою». Але після роботи в цьому кліпі Лаура відчула себе не за віком дорослою і зареклася бути акторкою, бо зйомки далися їй, підлітці, дуже важко і фізично, й емоційно.
У 2004 році закінчила Інститут зовнішньоекономічних зв'язків (ІВЕЗ) Московського державного інституту міжнародних відносин (університету) МЗС Росії (МДІМВ МЗС РФ) за спеціальністю «маркетинг» з присвоєнням кваліфікації «економіст». Навчаючись на випускному п'ятому курсі ІВЕЗ МДІМВ, в день захисту диплома, відразу після державних іспитів, попри протести рідних, вирушила на прослуховування в «Щуку» і в Школу-студію МХАТ.
У 2008 році закінчила акторський факультет Театрального інституту імені Бориса Щукіна (художній керівник курсу — Володимир Володимирович Іванов), в тому ж році була прийнята до трупи Державного академічного театру імені Є. Б. Вахтангова.
З 2011 року співпрацювала з московським театром «C. А. Д.», у якому була зайнята у виставі «Аркадія» за однойменною п'єсою Тома Стоппарда режисерки Ірини Пахомової.
Знялася в художніх фільмах і телесеріалах: «Кодекс честі 2» (2004), «Коханка» (2005), «Рекламна пауза» (2005), «Любов на вістрі ножа» (2007), «Дівчинка» (2008), «Скліфосовський» (2012—2013), «Джуна» (2015) та інших.
За повідомленнями ЗМІ від 17 вересня 2015 року, після зйомок у головній ролі в багатосерійному телевізійному художньому фільмі «Джуна», Лаура Кеосаян була терміново госпіталізована на лікування в спеціалізовану клініку, де лікарі-косметологи кілька місяців працювали над її шкірою. Причиною екстреного втручання фахівців стало багаторазове примусове зістарювання особи молодої акторки з допомогою спеціального голлівудського клею, що стягує шкіру і робить її зморшкуватою, що могло спричинити не просто проблеми з шкірою, а й інтоксикацію організму.

### Родина
- Дід — Едмонд Гарегінович Кеосаян (9 жовтня 1936 — 21 квітня 1994), радянський кінорежисер, сценарист, лауреат премії Ленінського комсомолу (1968), заслужений діяч мистецтв РРФСР (1976).
- Бабуся — Лаура Ашотівна Геворкян (Кеосаян) (нар.. 28 січня 1939), і вірменська радянська акторка театру і кіно, заслужена артистка Вірменської РСР (1979).
- Батько — Давид Едмондович Кеосаян (нар.. 10 квітня 1961), російський кіноактор, кінорежисер, сценарист і продюсер.
- Мати — Анаїда Кеосаян, художниця. Залишила професію і присвятила себе сім'ї і дітям.
- Брат — Едмонд Давидович Кеосаян (нар.. 1987), адміністратор на знімальному майданчику.
- Дядько — Тигран Едмондович Кеосаян (́нар. 4 січня 1966), російський кінорежисер, актор, сценарист, кліпмейкер і телеведучий.
- Чоловік — Іван Олексійович Рудаков (нар.. 19 жовтня 1978), російський актор театру і кіно, режисер. Лаура і Іван познайомилися на зйомках телесеріалу «Циганочка з виходом» (2008). Подружжя розлучене, але підтримує дружні стосунки[6][12].
  - Дочка — Серафима (нар.. 2011). Хрещеною матір'ю Серафими є акторка Катерина Вуличенко.

## Творчість

### Театральні роботи

#### Державний академічний театр імені Є.Б.Вахтангова
- 2008 — «Біла акація» за однойменною оперетою Ісаака Дунаєвського (режисер — Володимир Іванов) — Ольга Іванівна, дружина Петра Чумакова
- 2008 — «Берег жінок», пластична композиція з пісень Марлен Дітріх (хореографка-постановниця — Анжеліка Холіна) — соло
- «Карлсон, який живе на даху», антреприза-мюзикл за повістю «Малюк і Карлсон, який живе на даху» Астрід Ліндгрен (Фонд Герарда Васильєва та Академія дитячого мюзиклу на сцені Театру імені Є. Б. Вахтангова; режисерка — Жанна Жердер) — Фрекен Гільдур Бік, хатня робітниця батьків Малюка

#### Театр «C. А. Д.» (Москва)
- 2011 — «Аркадія» за однойменною п'єсою Тома Стоппарда (режисерка — Ірина Пахомова; прем'єра — 8 травня 2011 року)[8].
- 2013 — «Балаган» за однойменною п'єсою Чарльза Морі (режисерка — Ірина Пахомова; прем'єра — 22 травня 2013 року) — Сюзанна Хантсмен, режисерка[13]

### Фільмографія
- 1988 — Вознесіння — епізод[3]
- 2004 — Конвалія срібляста 2 (серія № 8 «Міцний сон розуму») — обліковиця
- 2004 — Кодекс честі 2 (фільм № 1 «Свідок повинен померти») — Ася Бітарова
- 2005 — Коханка — Христина, секретарка
- 2005 — Рекламна пауза — асистентка
- 2006 — Три полуграции — секретарка Аліси Витольдівни
- 2007 — Любов на вістрі ножа — Лаура Саркісіва (Ляля), внучка Армена Саркісова
- 2007 — Закон і порядок. Злочинний умисел (фільм № 4 «Під прикриттям») — Лілія Толбухіна, дочка Ігоря Толбухіна
- 2007 — Марш Турецького. Повернення Турецького (фільм № 3 «Тріада») — Марина
- 2008 — Дівчинка — Маня
- 2008 — Циганочка з виходом — Лігіта, циганка-танцюристка (головна роль)
- 2009 — Не відрікаються люблячи... — Юлія
- 2010 — Долі загадкове завтра — Лачі, ясновидиця
- 2010 — Віра. Надія. Любов — Неля, дочка Зої
- 2010 — Останні римляни
- 2010 — Єдиний чоловік — Лера
- 2010 — Варенька. І в горі, і в радості — Зара
- 2010 — Москва. Центральний округ 3 (фільм № 13 «Віра і довіра») — Арміне
- 2011 — Морські дияволи 5 (серія № 17 «Передвесільна лихоманка») — Тіна
- 2012 — Скліфосовський (1 сезон) — Емма Луспарян, коханка Брагіна, анестезіологиня
- 2012 — Собача робота — Белла, співачка
- 2013 — Скліфосовський (2 сезон) — Емма Луспарян, коханка Брагіна, анестезіологиня
- 2013 — Шагал — Малевич — подруга Белли
- 2014 — «Візит» — Діна бинт Абдул-Хамід, королева Йорданії[14][15]
- 2014 — Манекенниця — Катя, модель
- 2014 — Море. Гори. Керамзит — Аеліта, сестра Офелії
- 2014 — Боцман Чайка — Алевтина
- 2015 — Головний — дружина Глушко
- 2015 — Джуна — Джуна (Євгенія Ювашевна Давіташвілі), радянська і російська цілителька[9][10][11]
- 2016 — Моя улюблена свекруха — Анжела, колишня дружина Івана
- 2018 — Кримський міст. Зроблено з любов'ю! — Ніка
- 2019 — В клітці — Фірдаус[16]

### Участь у відеокліпах
- 1997 — Лаура Кеосаян виконала роль єврейської дівчинки, яка пройшла через геноцид євреїв у Польщі, у відеокліпі на пісню «Скрипка-лиса» (первісна назва пісні — «Скрип колеса»; музика — Ігор Саруханов, автор слів — Олександр Новиков), російського співака і композитора Ігоря Саруханова. Режисер кліпу — Тигран Кеосаян, рідний дядько Лаури. У кліпі також знялася перша дружина Тиграна Кеосаяна — акторка Олена Хмельницька[4][5].